# هوارد غريفيثز
هوارد غريفيثز (بالإنجليزية: Howard Griffiths)‏ هو كاتب سيناريو بريطاني، ولد في 8 أكتوبر 1935، وتوفي في 24 أكتوبر 1999.

## وصلات خارجية
- هوارد غريفيثز على موقع IMDb (الإنجليزية)